# Nissan Cherry
De Nissan Cherry is een compacte middenklasse auto van Nissan.
Aanvankelijk werd de Nissan Cherry als Datsun Cherry verkocht, in de jaren '80 besloot Nissan om alle auto's Nissan te noemen. Als gevolg hiervan was er een verwarrende naampolitiek; de auto heette in Japan, de Verenigde Staten en het Verenigd Koninkrijk de Nissan Pulsar, de auto werd verkocht in iets gewijzigde vorm als Alfa Romeo Arna en in Nederland en België als Cherry. Het was een vrij onopvallende auto als DX en GL. In 1985 werd de Trend versie uitgebracht die vele extra's had zonder meerprijs. Dit gaf de auto een sportievere look door onder andere het sportinterieur van de turbo-versies (die niet in Nederland zijn geleverd) en zeker met de two-tone lakken werd deze auto vrij populair met zijn opvallendere looks.
De Cherry was in Nederland in 1985 leverbaar met vier verschillende motoren:
1.0 988cc 50pk en 75nm
1.3 1270cc 60pk en 100nm
1.5 1388cc 75pk en 121nm
1.7D 1681cc 54pk en 100nm
In 1986 kwam er een 1.6 met 74pk bij. Deze was voorzien van een katalysator.
Vanaf de GL was een vijf versnellingsbak standaard. Ook kon er gekozen worden voor automaat, maar alleen i.c.m. de 1.5 driedeurs.
De vijfdeurs was alleen leverbaar als 1.3 DX.
Huidige modellen Europa:
370Z ·
Ariya ·
Cabstar ·
Cube ·
GT-R ·
Interstar ·
Juke ·
Leaf ·
Micra ·
Murano ·
Navara ·
Note ·
NV200 ·
NV300 ·
NV400 ·
Pathfinder ·
Primastar ·
Qashqai ·
Townstar ·
X-Trail

Huidige modellen internationaal:
Altima ·
Armada ·
Bluebird ·
Caravan ·
Elgrand ·
Fuga ·
Maxima ·
NV ·
Patrol ·
Rogue ·
Sentra ·
Serena ·
Skyline ·
Skyline ·
Skyline Crossover ·
Sunny ·
Teana ·
Tiida ·
Titan ·
Xterra

Concepten:
Forum ·
Jikoo ·
Pivo ·
Urge

Uit productie:
100NX ·
200SX ·
300ZX ·
350Z ·
Almera ·
Almera Tino ·
Bluebird ·
Cedric ·
Cherry ·
Cima ·
Gloria ·
Kubistar ·
Laurel ·
Pixo ·
Prairie ·
Primera ·
Pulsar ·
Silvia ·
Stanza ·
Terrano ·
Vanette